# Euchalcia armeniae
Euchalcia armeniae är en fjärilsart som beskrevs av Claude Dufay 1965. Euchalcia armeniae ingår i släktet Euchalcia och familjen nattflyn. Inga underarter finns listade i Catalogue of Life.